# Rivière René-Lévesque
Rivière René-Lévesque är ett vattendrag i Kanada.   Det ligger i provinsen Québec, i den östra delen av landet, 1 100 km nordost om huvudstaden Ottawa. Rivière René-Lévesque ligger vid sjön Lac Tournon.
Trakten runt Rivière René-Lévesque är nära nog obefolkad, med mindre än två invånare per kvadratkilometer.